# (2432) Soomana
(2432) Soomana (1981 FA; 1941 BR; 1952 DW; 1961 TK; 1972 TP4; 1972 VN; A907 VM) ist ein ungefähr sieben Kilometer großer Asteroid des inneren Hauptgürtels, der am 30. März 1981 von dem US-amerikanischen Astronomen Edward L. G. Bowell am Lowell-Observatorium, Anderson Mesa Station (Anderson Mesa) in der Nähe von Flagstaff, Arizona (IAU-Code 688) entdeckt wurde.

## Benennung
(2432) Soomana wurde nach einem Begriff aus der Sprache der Hopi benannt, die zur Pueblo-Kultur gehören. Soomana bedeutet „Sternenmädchen“. Die Benennung hat damit den gleichen kulturellen Hintergrund als die Benennung des Asteroiden (2433) Sootiyo.